# Grendon Underwood
Grendon Underwood est une paroisse civile et un village du Buckinghamshire, en Angleterre.